# Oneok NGL (трубопровід для ЗВГ)
Oneok NGL (трубопровід для ЗВГ) – трубопровідна система для транспортування зріджених вуглеводневих газів, котра з’єднує кілька ЗВГ-хабів у Канзасі, Оклахомі та Техасі.
Найбільш протяжними елементами системи є трубопроводи Стерлінг, прокладені від установки фракціонування у Медфорді (Оклахома) до розташованого на узбережжі Мексиканської затоки найбільшого в світі ЗВГ-хабу Монт-Белв’ю. Станом на початок 2010-х тут діяли Стерлінг І та Стерлінг ІІ, призначені для транспортування фракціонованих продуктів. З урахуванням стрімкого зростання видобутку внаслідок «сланцевої революції» їх модернізували, надавши можливість також перекачувати нерозділену суміш ЗВГ («Y-grade»).
Крім того, в 2014 році став до ладу виконаний в діаметрі 400 мм трубопровід Стерлінг III, котрий має довжину у 570 миль і так само призначений для транспортування як фракціонованих, так і нефракціонованих зріджених газів. Його початкова пропускна здатність становила 193 тисячі барелів на добу, що довело загальний показник системи Стерлінг до 393 тисяч барелів. На своєму шляху він проходить через видобувний район сланцевої формації Вудфорд та здатен приймати вуглеводні, отримані з розташованих західніше формацій Кана-Вудфорд та Granite Wash (так само, як і трубопровід Arbuckle, котрий належить тому ж власнику, проте не входить до системи Oneok NGL). У 2018-му шляхом встановлення додаткового насосного обладнання потужність Стерлінг III збільшили на 60 тисяч барелів на добу.
Окрім зазначених вище ліній, Oneok NGL охоплює кілька трубопроводів, які зв’язують Медфорд із створеним у центральному Канзасі ЗВГ-хабом, котрий включає кілька фракціонаторів (Буштон, Конвей, Хатчінсон) та підземних сховищ (Буштон, Конвей). Наразі останньою з цих ліній є введений в експлуатацію у 2015 році трубопровід довжиною 95 миль до Хатчінсону.
При цьому в Канзас ЗВГ переважно надходять з північного заходу по потужним системам Оверленд-Пасс та Elk Creek, можливості яких значно більші за потреби канзаських установок фракціонування. Як наслідок, Oneok NGL забезпечує передачу суміші ЗВГ походженням з Колорадо, Вайомінгу, Монтани чи Північної Дакоти до центру фракціонування в Монт-Белв’ю.
Станом на середину 2010-х загальна протяжність трубопроводів системи ONEOK NGL рахувалась як 2440 миль. Вона забезпечувала бідирекціональне транспортування ЗВГ та пропілену нафтопереробних заводів (refinery-grade-propylene) по всій ділянці від Буштона/Конвея через Медфорд до Монт-Белв’ю.  Крім того, між Конвеєм та Медфордом могло відбуватись так само бідирекціональне перекачування бутану нафтопереробних заводів (refinery-grade-butane).
Компанії ONEOK NGL Pipeline, L.L.C. також належить мережа збірних трубопроводів, котра транспортує до Медфорду суміш ЗВГ із газопереробних заводів, розташованих на півночі Техасу (округи Карсон, Грей, Хатчінсон та інші), у західній Оклахомі (округи Бівер, Вудс, Алфалфала) та на південному-заході Канзасу (округ Сюорд).